# 李盛明
李盛明（?—?），是明朝末年山东白莲教头目。
李盛明潜居山东登州府莱阳县传教。莱阳县刘家庄人董大成，跟随他信奉白莲教。董大成联络招远县人许汤，预谋在崇祯三年（1630年）元旦起兵。但是许汤在事发前杀死官吏，于是他提早在崇祯二年（1629年）十一月在腰山造反。董大成仓卒响应，聚众五千人，奉李盛明为首，建元“灵宝”，其首领都自称公侯。想要攻打莱阳城，姜正芳诈降欺骗起事军，县中搜杀城中李盛明的暗探周二莽等，十几天莱阳城得不破。登州总兵张可大派兵抵达，焚烧李盛明所辖六寨，斩杀他封的两位国公，董大成失败逃到蒙阴，临榆人王典史某将他擒斩，传首县中，许汤也被扑灭，李盛明不知所踪。